# De Papegaai (speeltuinvereniging)
De speeltuin van de Haarlemse Speeltuinvereniging De Papegaai (tot 2018 bekend als Speeltuinvereniging Haarlem-Oost) werd op 14 mei 1960 geopend. De vereniging heeft als doel het exploiteren van een openbaar toegankelijke speelvoorziening, het organiseren van activiteiten van kinderen, en het bevorderen van de gemeenschappelijke belangen van de omliggende wijk en haar bewoners.

## Speeltuinvereniging Haarlem-Oost

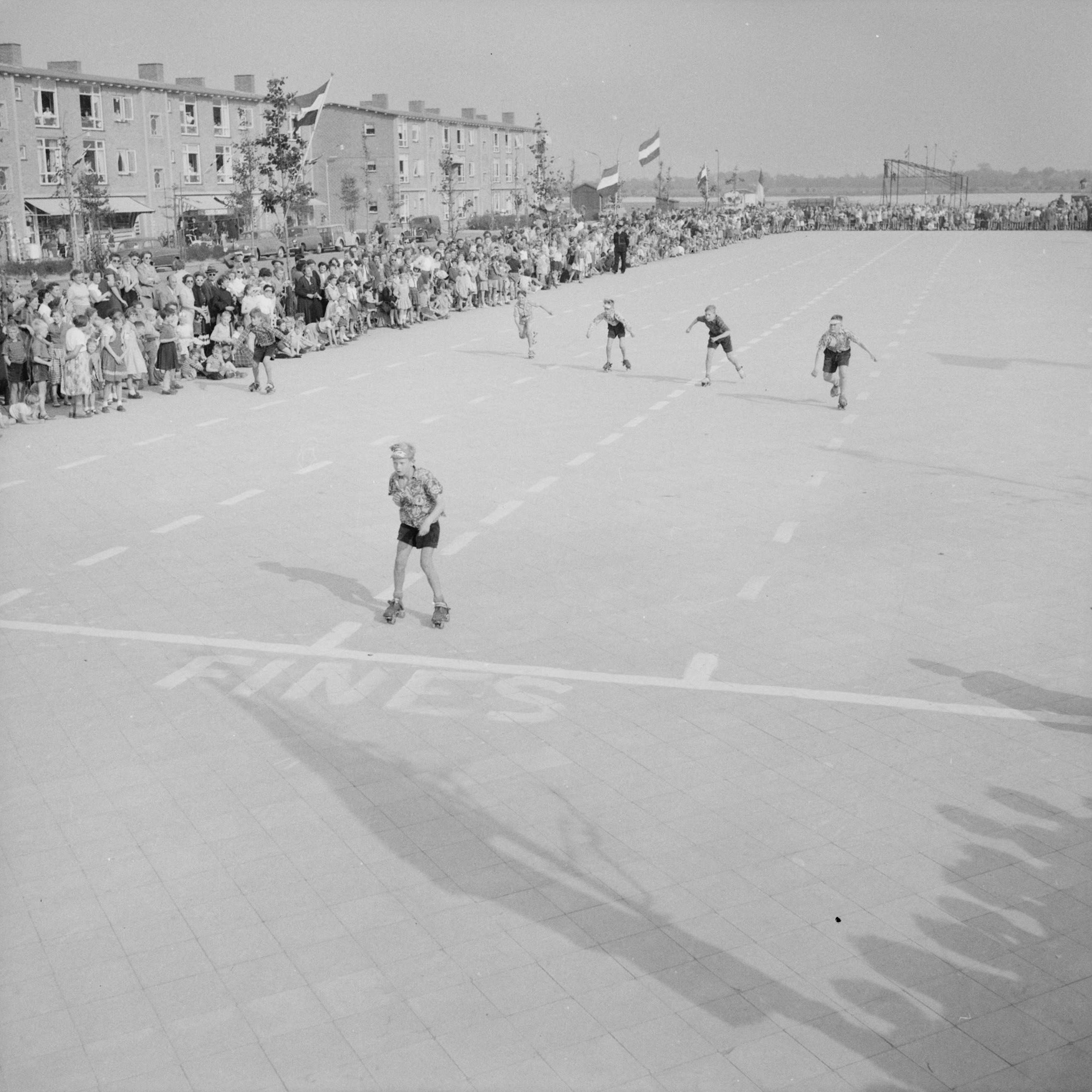
Opening rolschaatsbaan op het van Zeggelenplein in 1956

Op 31 oktober 1957 werd de buurtvereniging Haarlem-Oost opgericht. De vereniging had haar focus op activiteiten op en rond het van Zeggelenplein in Haarlem-Oost, met name voor kinderen uit de Van Zeggelenbuurt en Parkwijk, nieuwbouwwijken aan de oostelijke rand van Haarlem gebouwd in de jaren 1950-1960.
De initiële focus van de buurtvereniging was op het organiseren van voetbal- en rolschaatswedstrijden voor de jeugd van 9 tot 14 jaar. Dat laatste was mogelijk omdat het van Zeggelenplein door de gemeente gedeeltelijk was voorzien van een gladde ondergrond. De buurtvereniging ging van 20 leden (kinderen) eind 1957 naar 800 leden eind 1958. De vereniging beschikte niet over een eigen gebouw wat het organiseren van activiteiten, met name in de wintermaanden, bemoeilijkte. De gemeente Haarlem voerde een actief stadsontwikkelingsbeleid waarin men een combinatie van kleine openbare speelplekken en omheinde speeltuinen wilde bieden.
Op 18 december 1959 besloot de buurtvereniging Haarlem-Oost zichzelf op te heffen, ten einde als speeltuinvereniging verder te kunnen gaan.  Op 14 mei 1960 vond de opening van de nieuwe speeltuin Haarlem-Oost aan de Jac. van Looijstraat plaats.
Het speelterrein beschikte niet over een clubhuis. In 1962 werd een toiletgebouwtje en schuilruimte geplaatst. De schuilruimte diende tevens als hokje waarin de speeltuinopzichter zat. Leden moesten hun lidmaatschapspenning aan de opzichter laten zien. In september 1964 verhuisde de voetbalclub DSK naar een terrein naast de speeltuinvereniging. Eind 1964 werden de clubhuizen van zowel DSK als de speeltuinvereniging geopend. Beide clubhuizen werden gefinancierd door de gemeente Haarlem. Het clubhuis van de speeltuin was een bouwkeet afkomstig van een afgerond bouwproject in de Haarlemse wijk Schalkwijk. 

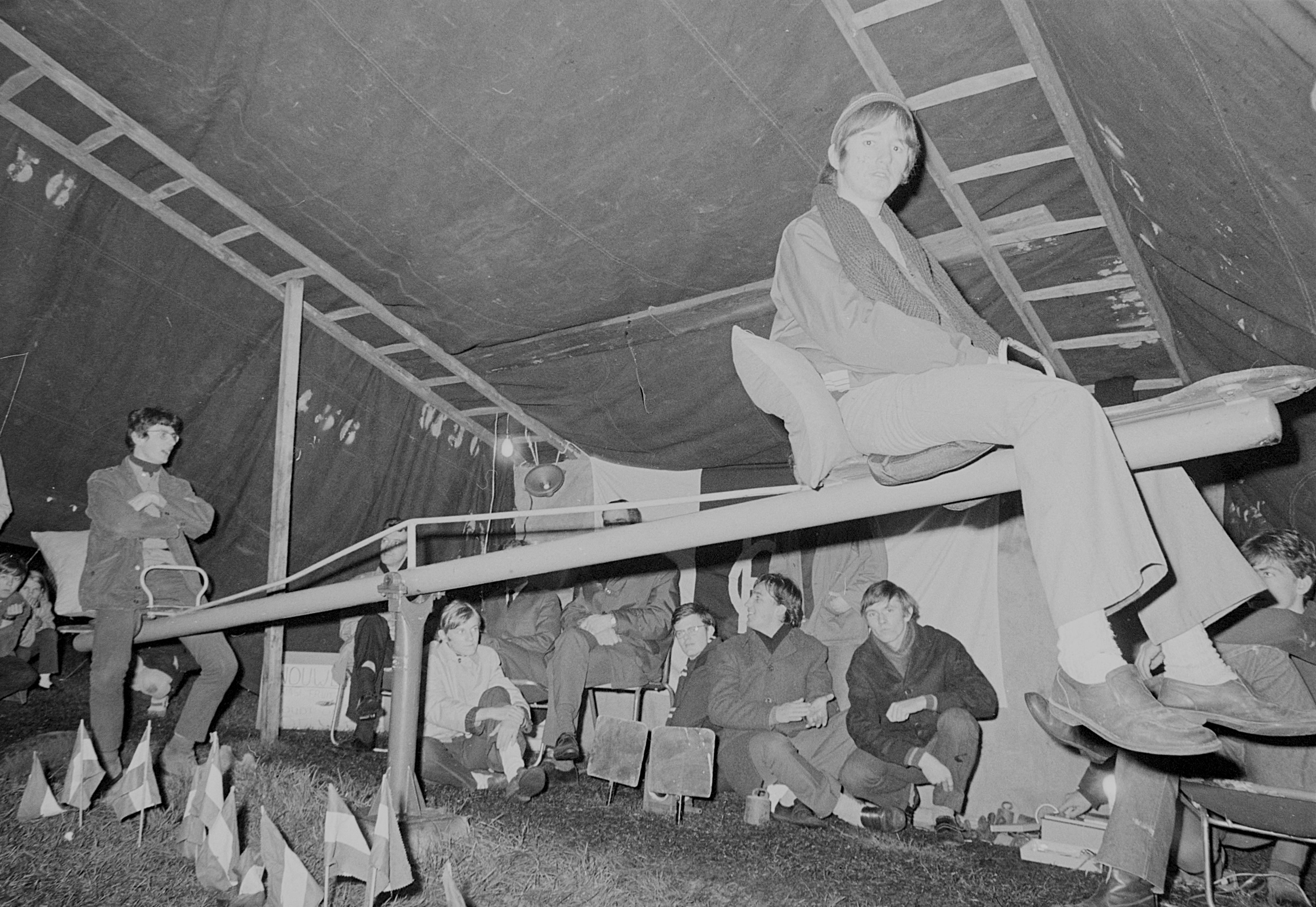
Wereldrecord wippen in November 1968

De speeltuinvereniging organiseerde allerlei activiteiten:
- Diverse clubs, zowel gericht op de jeugd als op volwassenen, die met name in de winterperiode actief waren. Zo was er onder andere een klaverjasclub, voor de kinderen meerdere knutselclubs, een modelbouwclub, een handwerkclub, en een tafeltennisclub.[10]
- Er was een dierenhoek met schildpadden, konijnen, marmotten, hanen en tortelduiven.[11] Er was tevens een samenwerking met een naburige kinderboerderij.
- De speeltuin had tevens de rol van 'overblijfplaats' voor kinderen die tussen de middag niet naar huis konden gaan. Dit duurde tot ca. 2014, toen de naburige basisschool overschakelde op een continu rooster.
- Het wereldrecord wippen werd in de speeltuin verbroken: men zat 55 uur op een wipwap.[12]

Tussen de jaren 60 en de jaren 80 vonden elke zomer de zogenaamde vakantiespelen plaats, waarbij de diverse Haarlemse speeltuinen tijdens de zomervakantie om de beurt een bepaalde kinderactiviteit voor hun rekening namen. Deze activiteiten waren toegankelijk voor alle kinderen die lid waren van een van de Haarlemse speeltuinen. 
Eind jaren 70 was het clubhuis toe aan vervanging. Op 27 januari 1979 wordt het nieuwe clubhuis geopend, met bergruimte voor allerhande spullen, zoals tafeltennistafels, en stoelen die bij filmvoorstellingen nodig zijn. Het gebouw beschikt tevens over centrale verwarming. In 1979 waren 450 kinderen lid. 

### Krimpfase (1985-1995)
Halverwege jaren 80 en begin jaren 90 had de speeltuin het moeilijk. In algemene zin nam het aantal speeltuinverenigingen vanaf de jaren 70 af. Gedeeltelijk door vergrijzing, anderzijds omdat de overheid zelf steeds actiever optrad als coördinator van het welzijnswerk. De economische crisis van de jaren 80 leidde tevens tot bezuinigingen op subsidies aan speeltuinverenigingen. De opkomst van op jongeren gerichte televisieprogramma's tussen 6 en 8 uur 's avonds concurreerde met de clubactiviteiten die eveneens op dat tijdstip plaatsvonden.  
Bij oprichting in 1960 was de speeltuin gericht op alle kinderen inclusief de wat oudere jeugd, en bestond de speeltuin qua oppervlakte voor een groot deel uit grasveld om sport en spel mogelijk te maken. In de loop van de tijd is de doelgroep veranderd in kinderen in de leeftijd tot en met 12 jaar, en beslaan de speeltoestellen nu de gehele oppervlakte van de speeltuin. Eind jaren 80 waren er meerdere incidenten met jongeren op het dak van het speeltuingebouw, en ontving de door de gemeente aangestelde tuinopzichter diverse dreigementen. Mede om die reden liet de tuinopzichter zich rond 1995 overplaatsen naar een andere speeltuin. 
Een deel van het geld van de speeltuin werd in deze periode door enkele vrijwilligers ontvreemd. Het aantal vrijwilligers en bestuursleden nam sterk af en het ledenaantal liep in deze periode enorm terug.

## Invloed van het Oosterkwartier

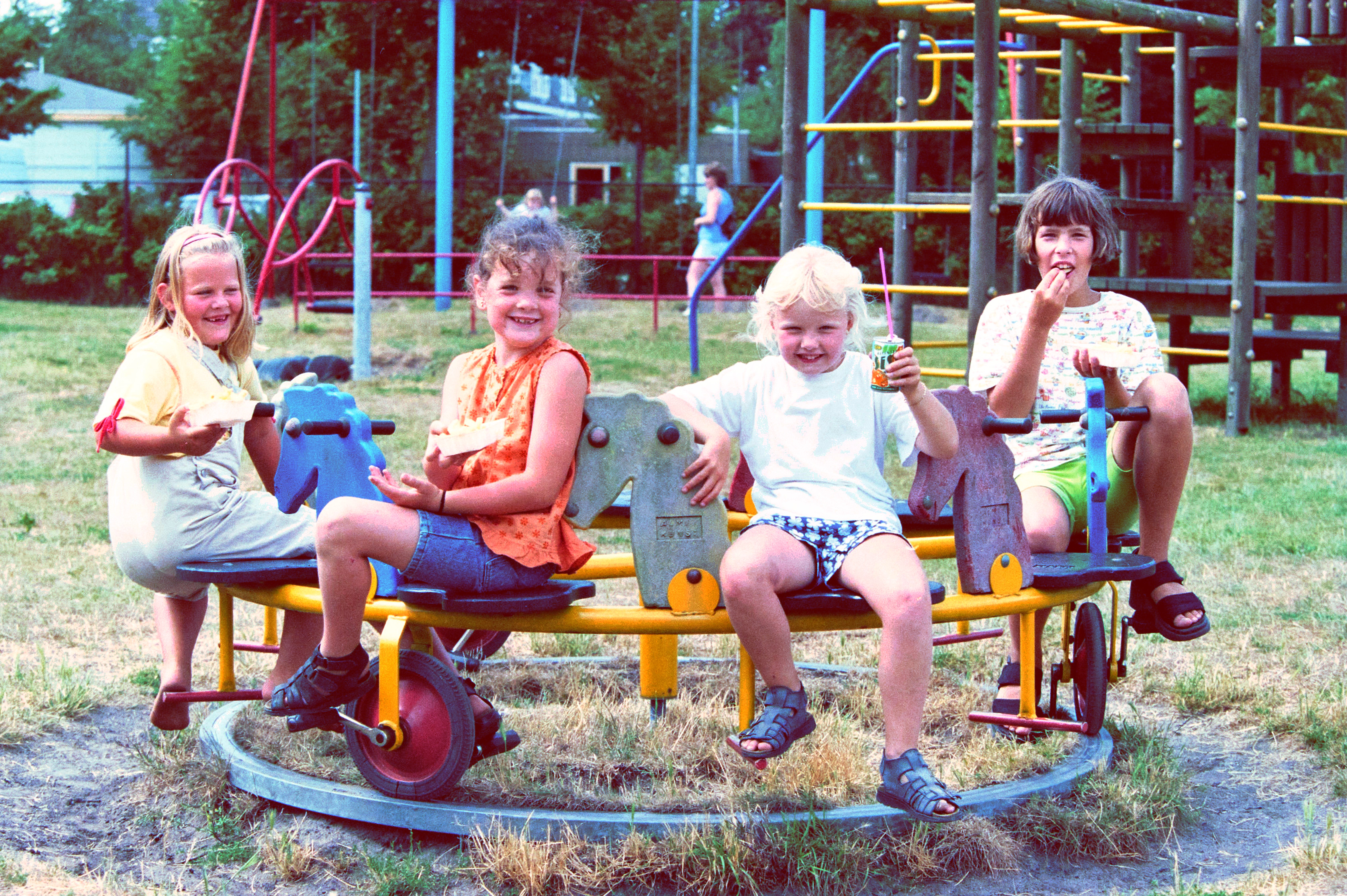
Kinderen op een draaimolen in 1999

In 1993 werd de naburige speeltuinvereniging Het Oosterkwartier wegbezuinigd. Het bestuur, de toezichthoudster en de vrijwilligers zijn toen gevraagd hun activiteiten bij Haarlem-Oost voort te zetten. Haarlem-Oost was op dat moment een enigszins wegkwijnende vereniging - men kon er nog wel spelen onder toezicht maar er was al jaren geen sprake meer van een activiteitenaanbod. Op 24 nov 1995 heeft het bestuur van Oosterkwartier haar formele rol bij speeltuin Haarlem Oost overgenomen. De clubactiviteiten werden snel weer uitgebreid met disco, kienavonden, rommelmarkten enz. Het activiteitenaanbod werd zelfs nog groter dan bij Oosterkwartier. De speeltuin werd opgeknapt, het ledenaantal groeide binnen een jaar van ongeveer 30 naar 200 gezinnen. 
Voor 1997 hoefde de speeltoestellen geen typekeuring te ondergaan, wel diende de beheerder zich te vergewissen dat het speeltoestel veilig was. Als gevolg van het Warenwetbesluit attractie- en speeltoestellen in 1997 kwamen er wettelijke verplichtingen t.a.v. speeltoestellen. Hoofdredenen om de loop van de jaren speeltoestellen af te voeren waren: valgevaar (bij met name klimrekken), verroesting, en beknelling van benen (bijvoorbeeld een speeltoestel met fietsjes). De speeltuinvereniging is eigenaar van de speeltoestellen, en huurt het terrein en speeltuingebouw. De huur en de tuinbeheerder worden gefinancierd door de gemeente Haarlem.
Speeltuinvereniging Haarlem-Oost is in haar verleden diverse keren gewisseld qua organisatiestructuur: het is vanaf 1977 een aantal jaren onderdeel geweest van gemeentelijke welzijnsorganisaties (respectievelijk het Bolwerk, Stadsdeel Organisatie Haarlem Oost, Stichting Radius), en heeft periodes gekend waarin het als zelfstandige organisatie optrad. Sinds 1 januari 2007 heeft de speeltuin weer een zelfstandige status. Reden voor deze verzelfstandiging zijn dat enerzijds deze welzijnsorganisaties geen expertise hebben over het beheer en exploitatie van een speeltuin, en anderzijds omdat de vrijwilligers, die de speeltuinen feitelijk beheren, gehecht zijn aan hun zelfstandigheid.

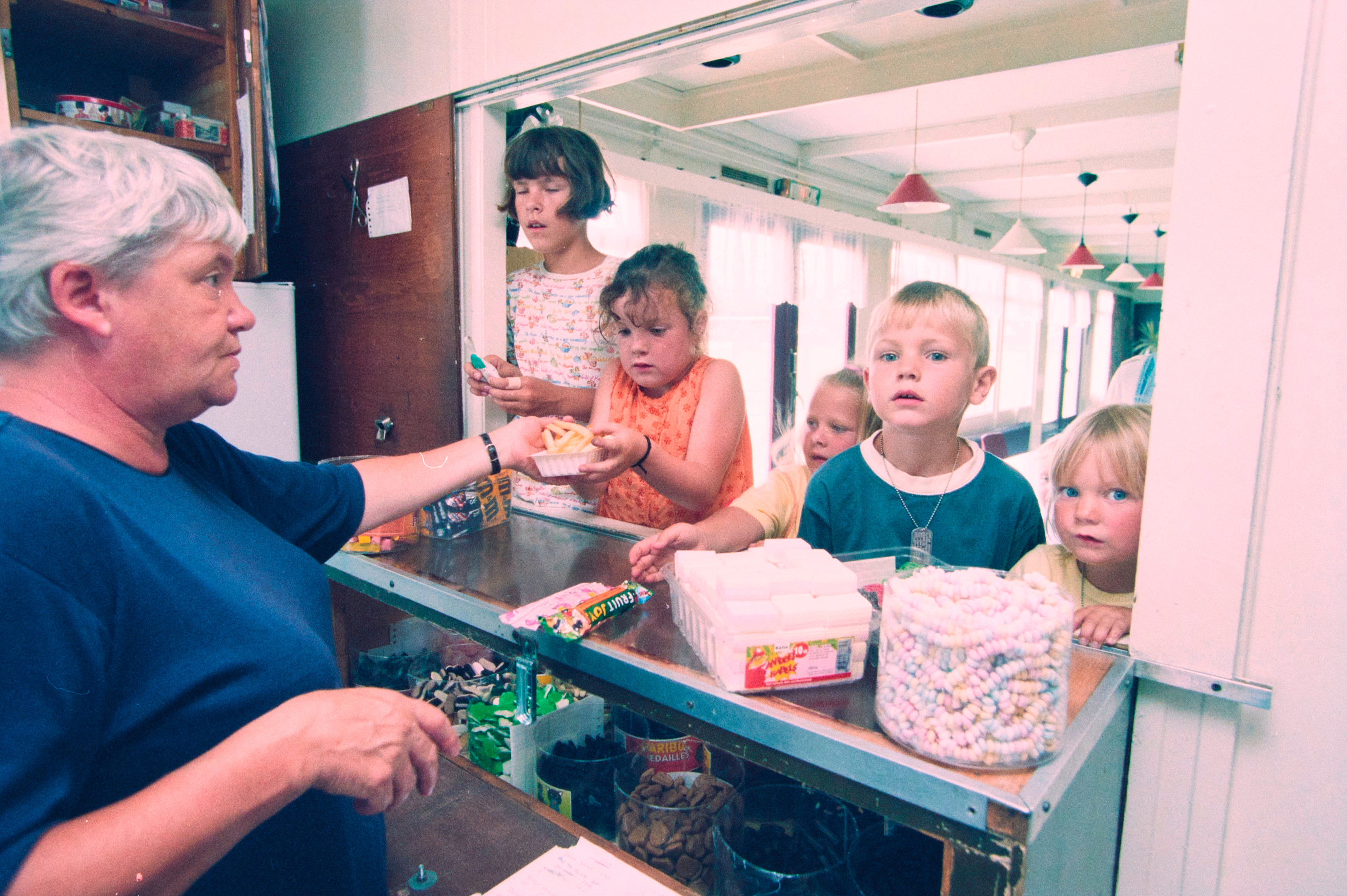
Verkoop snoepgoed in 1999

Het werk van de speeltuinvereniging leunt op een grote groep actieve vrijwilligers. Vanuit de spelende kinderen gezien vormt met name de tuinopzichter het gezicht van de speeltuin. De rol van tuinopzichter veranderde sinds de oprichting in 1960 van ordebewaarder en lidmaatschapscontroleur in die van coördinator van de diverse speeltuinactiviteiten. Van 1995 tot en met 2008 is het toezicht  de speeltuin in handen geweest van Mevr. J. "Tante Jo" Weidema-van Zeist (1943-2015). Haar taak werd per 1 januari 2009 overgenomen door Mariska van Zeeland-Dankers (1965).

## Speeltuinvereniging De Papegaai
De gemeente Haarlem kwam in april 2004 met het plan het gebied rond het naast de speeltuin gelegen DSK voetbalterrein te ontwikkelen. Dit plan voorzag onder andere in de verhuizing van het speeltuinterrein, de bouw van een nieuw clubgebouw voor de speeltuin, de verplaatsing/nieuwbouw van de naburige Martin Luther King (MLK) basisschool, en het bouwen van nieuwe woningen.
In 2007 werd het oude speelterrein aan de bouwers opgeleverd. Op de geplande definitieve locatie van de speeltuin stond op dat moment nog de MLK school. De speeltuin verhuisde om die reden in december 2007 tijdelijk naar de Anna Kaulbachtsraat, tussen de oude MLK school en een daarbij behorende oude sporthal. Vanwege de landelijke bouwcrisis die in najaar 2008 zijn hoogtepunt bereikte, startte het project pas in 2017, waardoor de speeltuin vele jaren gebruik moest maken van de tijdelijke speeltuinterrein en het tijdelijke clubhuis.
Nadat in 2017 de MLK school was afgebroken kon met de aanleg van de speeltuin op de definitieve locatie worden begonnen. Op 7 april 2018 werd de speeltuin heropend, en werd de naam van de speeltuin gewijzigd in 'De Papegaai'. De vereniging organiseert allerlei buitenschoolse activiteiten voor kinderen, zoals een kinderdisco, knutselmiddagen en een bingo. Daarnaast organiseert zij activiteiten die de sociale cohesie in de buurt bevorderen, zoals burendag, een lentefeest of een rommelmarkt. De speeltuin heeft een gedeelte geschikt voor kleuters en een gedeelte geschikt voor de wat oudere basisschoolleerlingen. 